# Geoffrey de Havilland
Geoffrey de Havilland, född den 27 juli 1882 i High Wycombe, Buckinghamshire, död den 21 maj 1965 i Watford, Hertfordshire var en brittisk flygplanskonstruktör som grundade De Havilland Aircraft Company 1920, vilket bland annat producerade De Havilland Mosquito och det första jetplanet för passagerartrafik, De Havilland Comet.